# Saco de boxeo

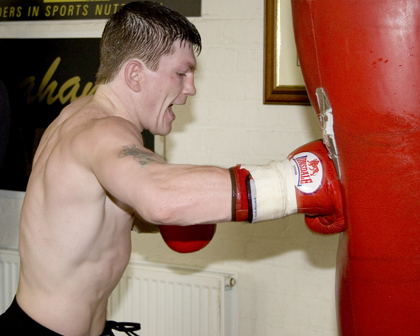
Boxeador (Richard Hatton) golpeando un saco.

El saco de boxeo o saco de box (llamado también saco de arena) es un elemento imprescindible en los entrenamientos de multitud de deportes de contacto. Consiste en un saco resistente diseñado para ser golpeado repetidamente, es generalmente cilíndrico y está relleno de diversos materiales de dureza adecuada.
Golpear el saco puede conllevar peligro para las manos. Para evitar lesiones en manos y muñecas, es importante usar un vendaje apropiado, así como protecciones para las manos (véase: guantes de boxeo o de artes marciales mixtas).

## Historia
Los sacos de boxeo se han utilizado en artes marciales y esgrima durante toda la historia escrita del entrenamiento militar. Aparatos similares en las artes marciales asiáticas incluyen el makiwara de Okinawa y el mook jong chino, que pueden tener superficies de golpe acolchadas adheridas. 
En las artes marciales y los deportes de combate, como el karate , el taekwondo y el muay thai, se han adaptado bolsas "pesadas", bolsas de pie y aparatos similares para practicar patadas y otras maniobras de golpe, además de desarrollar la técnica de los puñetazos. 

## Funciones

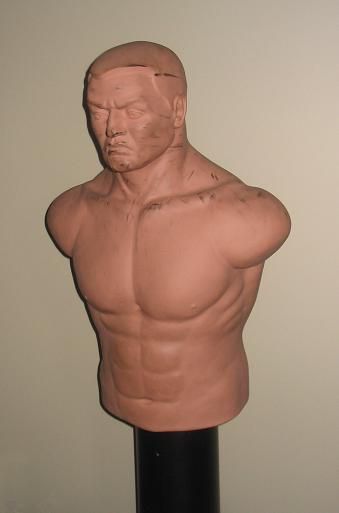
Saco de boxeo con forma humana.

El saco de boxeo permite practicar repetitivamente ciertos movimientos necesarios para estos deportes. La práctica busca un cuádruple objetivo: perfeccionar el gesto, automatizarlo, fortalecer los músculos implicados y finalmente insensibilizar los huesos y piel de las extremidades usadas en el saco 
- Gesto: En una primera fase se ensayan los movimientos bajo la supervisión de un entrenador hasta conseguir los gestos óptimos.
- Automatización: A continuación se repiten muchas veces hasta convertirlos en actos reflejos para que no haga falta la presencia del supervisor.
- Fortalecimiento: Entonces comienza la parte más larga del entrenamiento con el saco de boxeo en la que se trata de que endurecer los músculos por su uso repetido.

Dependiendo del ejercicio que se pretende hacer sobre él, existen diferentes modelos, los más grandes y pesados están destinados a desarrollar la potencia de pegada, mientras que los menos pesados son utilizados para desarrollar los reflejos y la velocidad de movimiento.
Lógicamente el entrenamiento exhaustivo potencia también la resistencia cardiovascular aunque este aspecto se suele tratar específicamente con largas carreras de fondo que también ayudan a fortalecer las piernas que son las que permitirán al practicante situarse en posiciones ventajosas para golpear o esquivar.

## Variedades de sacos de boxeo
Existen diferentes variedades y tipos de sacos de boxeo para entrenar diferentes partes del cuerpo de distintas disciplinas marciales como puede ser el MMA o el boxeo. Actualmente podemos encontrar los siguientes tipos de sacos de boxeo de entrenamiento:
- Peras de boxeo: Este tipo de saco de boxeo también se le conoce como speedball o punching ball y se trata de unos de los mejores entrenamientos para mejorar la velocidad y efecto de los golpes. Se trata de pequeños sacos de hule llenos de aire sujetas en la parte superior a una plataforma de rebote paralela al suelo. Las peras de boxeo ayudan a un luchador a aprender a mantener las manos en alto, mejorando la coordinación mano-ojo y sirve para aprender a cambiar el peso entre los pies al golpear. Por lo general, se llenan de aire y se ajustan alrededor de un material apretado que suele ser el cuero. Vienen en diferentes tamaños, desde los grandes de 13×10″ (33×25 cm) y 12×9″, los medianos de 11×8″, 10×7″ (25×18 cm) y 9×6″, hasta los pequeño 8×5″, 7×4″ y 6×4″ (15×10 cm). Generalmente, cuanto más grande es el punching ball, más lenta es y se requiere más fuerza para mantenerla en movimiento.
- Sacos de boxeo pesados: Se trata de sacos que tienen una forma cilíndrica grande, generalmente suspendida por cadenas o cuerdas y se usa para practicar golpes potentes cuerpo a cuerpo. Simula como si estuvieras golpeando a un oponente y se puede usar para fortalecer las manos o cualquier otra extremidad que se use para golpear el saco. Para entrenar con un saco de boxeo pesado es necesario tener protección adicional como guantes de boxeo y vendas por debajo para amortiguar el daño de los golpes. Algunas variantes del saco pesado son el banana bag que se usa en muay thai, que es más largo que un saco pesado normal y se usa para entrenar patadas bajas y golpes de rodilla.
- Sacos de boxeo uppercut: Comenzaron a aparecer a principios del siglo XXI. Con tantas otras variaciones de sacos de boxeo y equipos de entrenamiento para boxear. Sigue siendo común encontrarlos en clubes y gimnasios. Diseñado para la práctica de uppercut, jabbing y ráfagas rápidas el saco de boxeo uppercut es ideal para entrenar los golpes altos y bajos, permite que el luchador golpee a diferentes longitudes, diferentes velocidades y diferentes fuerzas en comparación con los sacos de boxeo rectos estándar de poliuretano.
- Saco de pared: es un tipo de saco que se fija a una pared y se puede utilizar para entrenar ganchos y uppercuts.

## Bruce Lee y el saco pesado
El saco pesado (de unos 32 kilogramos) era ampliamente utilizado en su entrenamiento de patadas y puñetazos por el experto en artes marciales Bruce Lee. Según el actor James Coburn, cuando Bruce entrenó en su casa en Tower Road llevó consigo un saco pesado de gran tamaño de unos 45 a 70 kilogramos, que estaba lleno de trapos y podía llegar a romper de una patada. Para evitar lesiones, Bruce aconsejaba protegerse las manos y muñecas con guantes o envolturas. De todos modos, este tipo de entrenamientos podían, según él, conllevar errores como una disminución de atención en el combate real.
También decía que era importante visualizar al adversario mientras se golpeaba al saco, lo que él llamaba emplear «contenido emocional» en los golpes.

Usa el saco pesado, muévete y da vueltas alrededor de él. El único beneficio proviene de tu imaginación y tu destreza para golpearlo con velocidad y potencia
Bruce Lee.

## Errores comunes

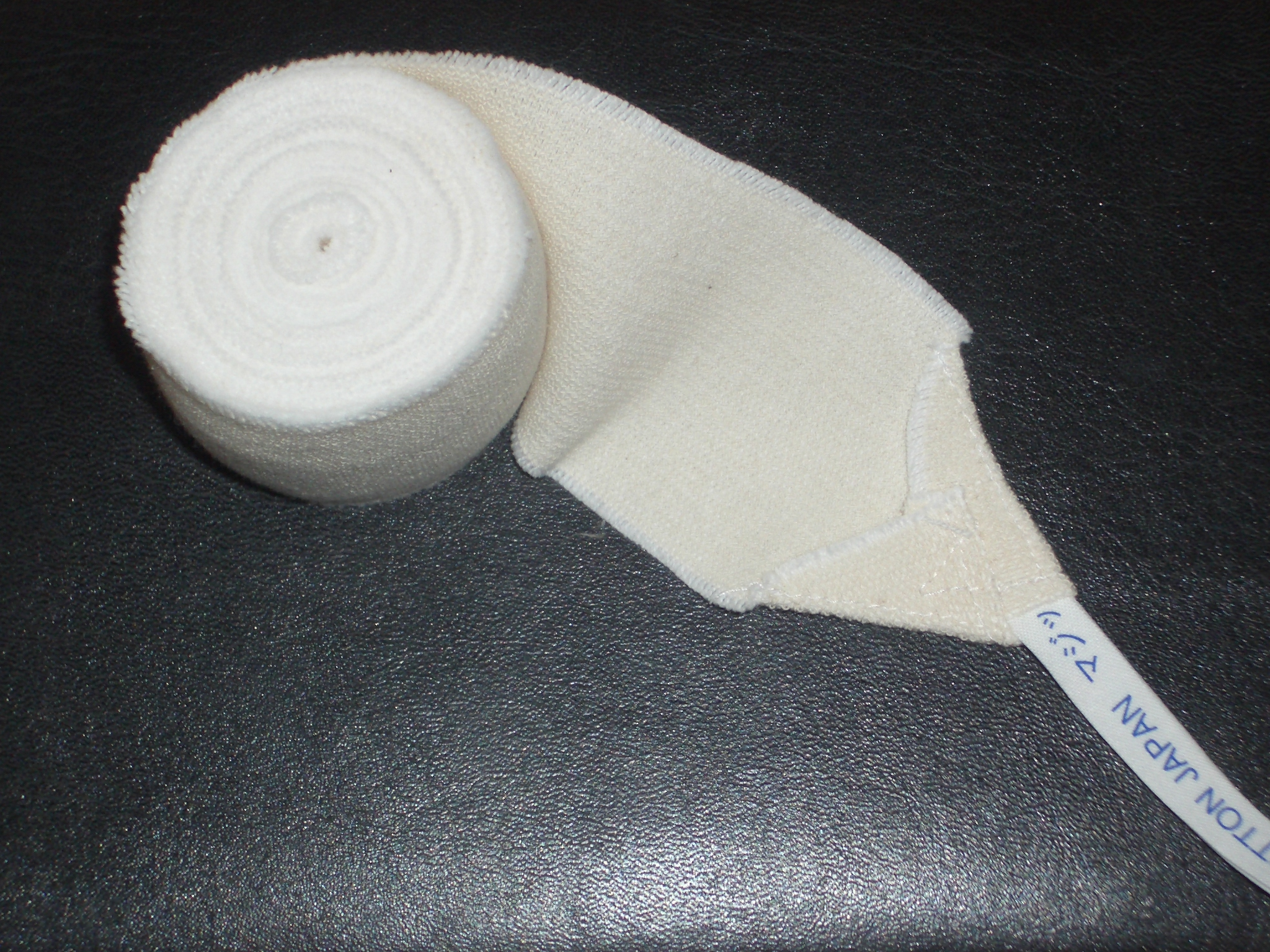
Vendas de boxeo y MMA para las manos.

Contrariamente a lo que se cree el saco de boxeo no debe estar lleno de arena sino de un material blando como algodón, gomaespuma, o cuerina. Solo en la base del mismo es posible colocar una pequeña cantidad de arena para darle estabilidad. Esto es así ya que la fuerza del golpe está dada por la velocidad y la técnica del boxeador no por el peso o la dureza del saco de boxeo, un saco mal rellenado puede producir graves lesiones en las manos.
Debido a esto, el saco de boxeo, también es conocido erróneamente como «saco de arena».

## Precauciones de seguridad
Los sacos pesados suelen estar llenos de material denso que "cede" poco (por ejemplo, arena compacta, granos, etc.); Para evitar lesiones, durante la práctica se utiliza protección para las manos (guantes de boxeo, guantes de bolsa, guantes de entrenamiento, vendas para las manos, etc.).
No se recomiendan golpes potentes al saco pesado para atletas inexpertos o más jóvenes (<18 mujeres, <21 hombres), ya que el riesgo de esguince , distensión o daño de la placa ósea puede afectar negativamente las estructuras óseas. Se recomienda encarecidamente centrar los golpes con cuidado para reducir las posibilidades de lesiones (como la fractura del boxeador).